# Via Guelfa

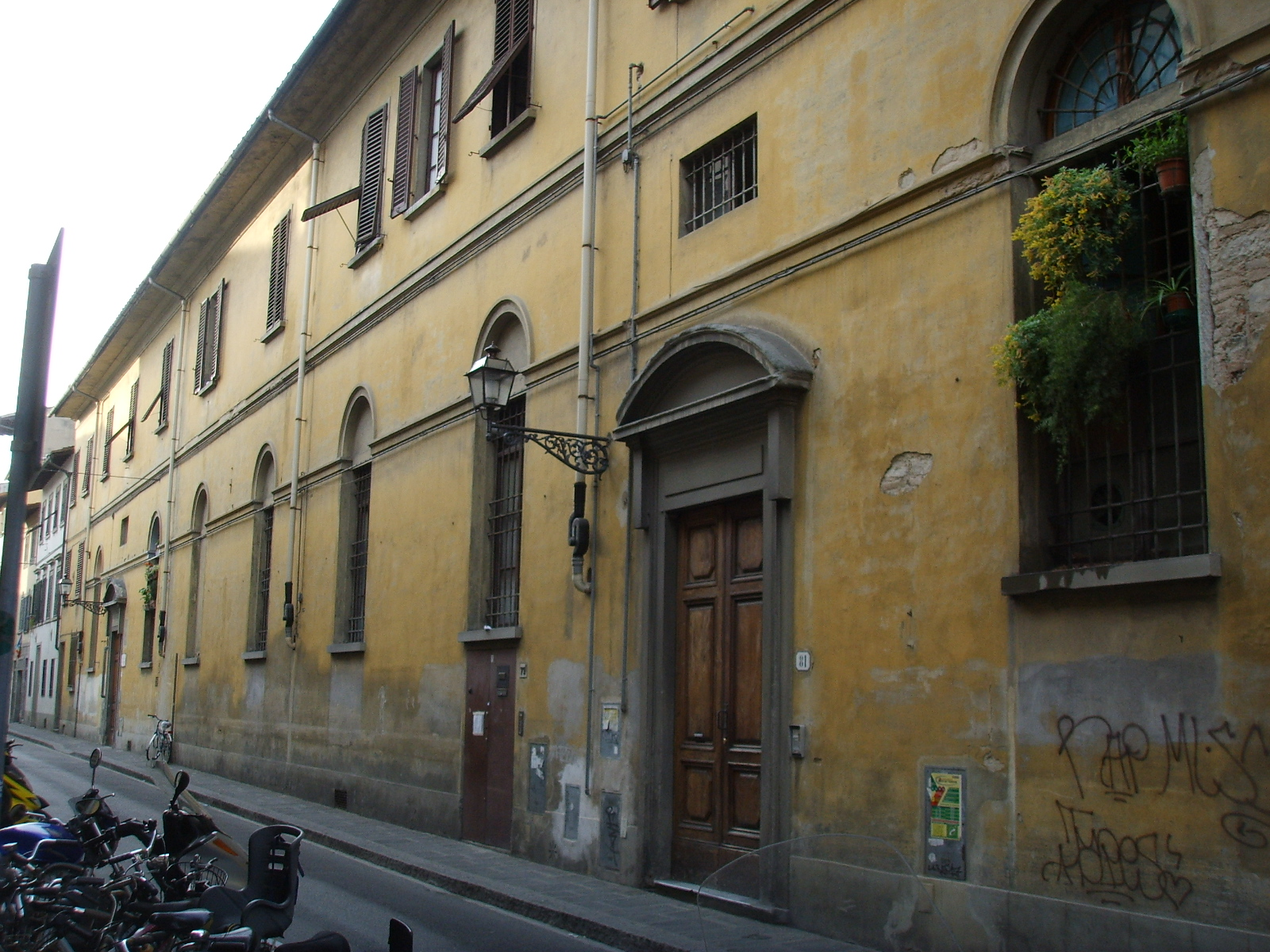
Istituto di Sant'Agnese

Via Guelfa è una lunga via del centro di Firenze, tra piazzale del Crocifisso e via degli Alfani/via Cavour.
La lunga strada, nata come antitesi a via Ghibellina, era anticamente divisa in più tratti ciascuno con nomi diversi, in totale sette. Partendo da via Cavour erano:
1. via delle Lance
2. via del Canto alle Macine
3. via dell'Acqua
4. via Baccanella
5. via del Palagetto
6. via del Vangelista
7. via della Trinità Vecchia

Il nome attuale è comunque antico, almeno per il tratto finale, e dovrebbe essere messo in relazione con la vittoria dei guelfi fiorentini nella battaglia di Campaldino dell'11 giugno 1289, giorno di san Barnaba, evento al quale è legata anche la vicina chiesa di San Barnaba. All'incrocio con via San Gallo sulla strada l'ex San Basilio degli Armeni, oggi chiesa avventista episcopale. Esisteva anche il grande monastero di Sant'Orsola, eretto nel 1309 stravolto dopo la soppressione quando fu trasformato in manifattura tabacchi; avvolto per decennia da impalcature liberate solo di recente, la sua destinazione è ancora incerta.
Nel tratto finale si trova l'Istituto di Sant'Agnese, della Compagnia del Bigallo.
La strada è ricca di targhe e tabernacoli. Al numero 3 è situato il palazzo dove morì l'architetto Giuseppe Poggi, ricordato da una lapide con una lunga epigrafe. Verso piazza dell'Indipendenza un tabernacolo ha la scritta Ut a maiori cultu / Maius sit et praesidium, mentre quello all'angolo con via Panicale ha una Madonna col Bambino di Domenico Puligo. Un altro si trova all'angolo con via Nazionale e presenta una Madonna col Bambino di Baccio Maria Bacci. Vicino alla chiesa di San Barnaba, nei pressi dell'ex-convento agostiniano, si trova una targa degli Otto di Guardia e Balia che vieta di fare sporcizia o giocare nei pressi dell'istituzione religiosa:
Proibiscono intorno

Alla chiesa e mono. di S.

Bernaba a braccia 50 di farvi

Sporcitie ne giocare sotto

Pena scvdi 2 di cattvra

E a braccia 100 non vi stiano.

Meretrice o simili secdo la

Legge del 1561 pena Lie 200.»

## Altre immagini

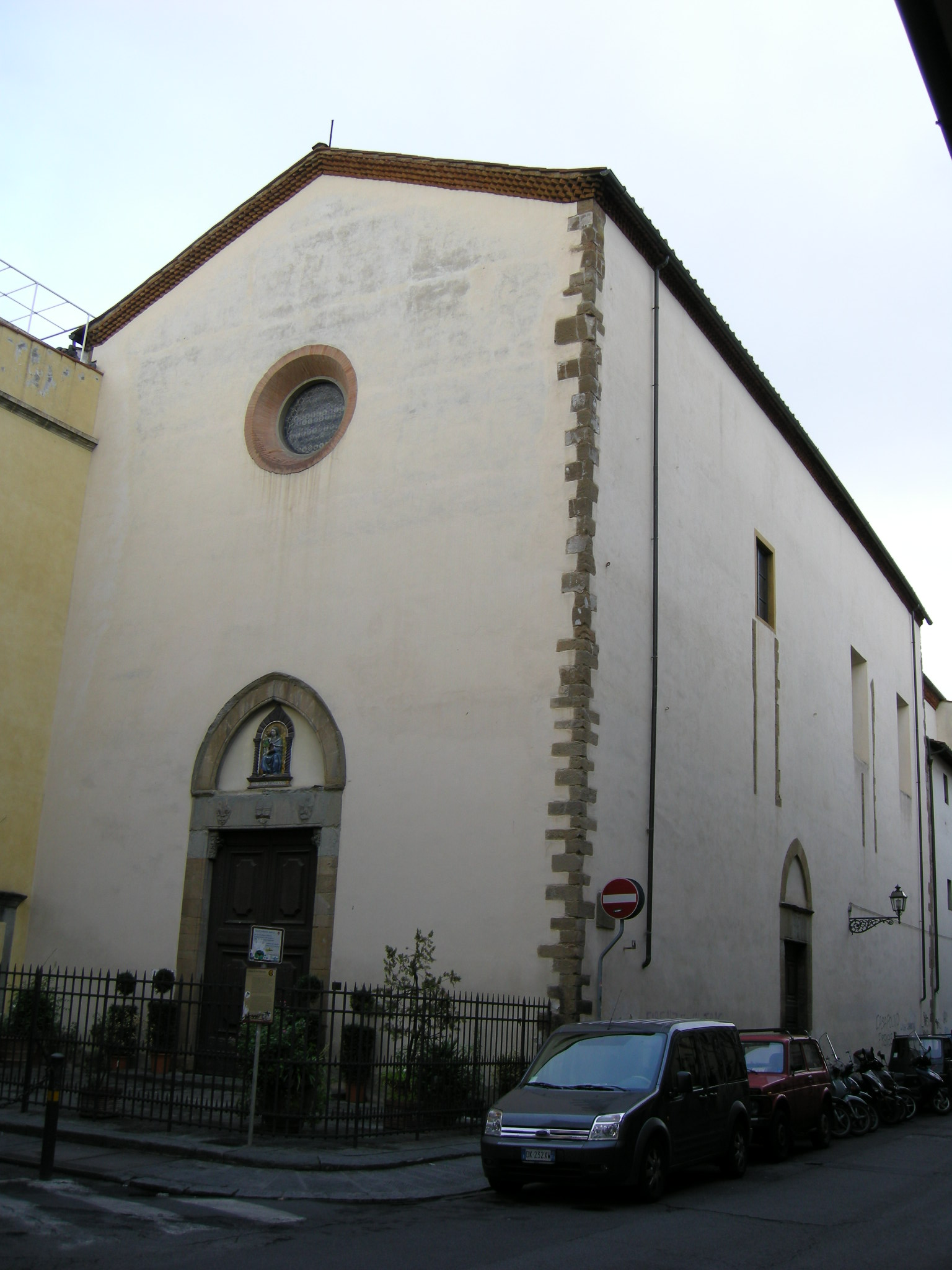
San Barnaba
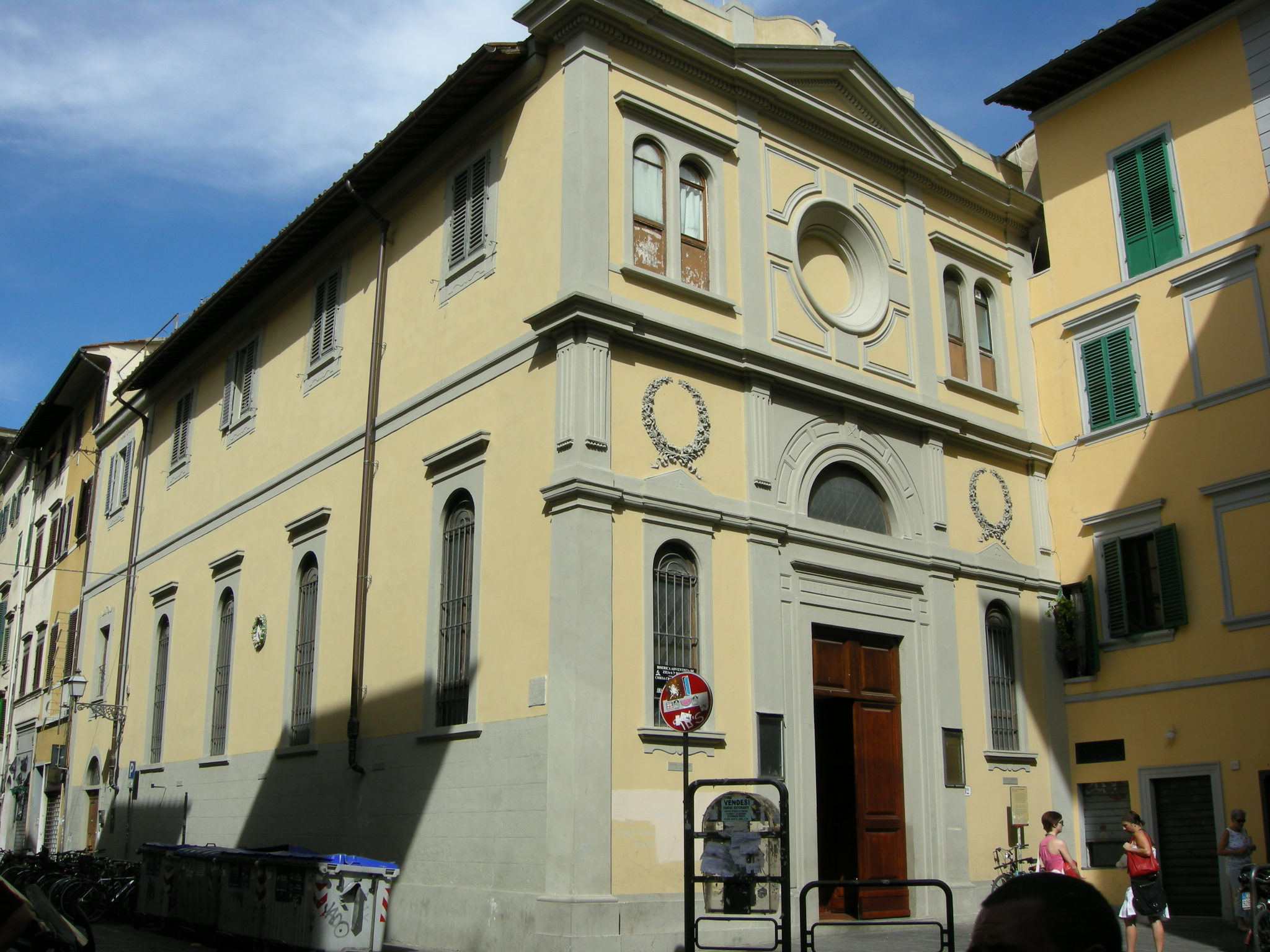
San Basilio
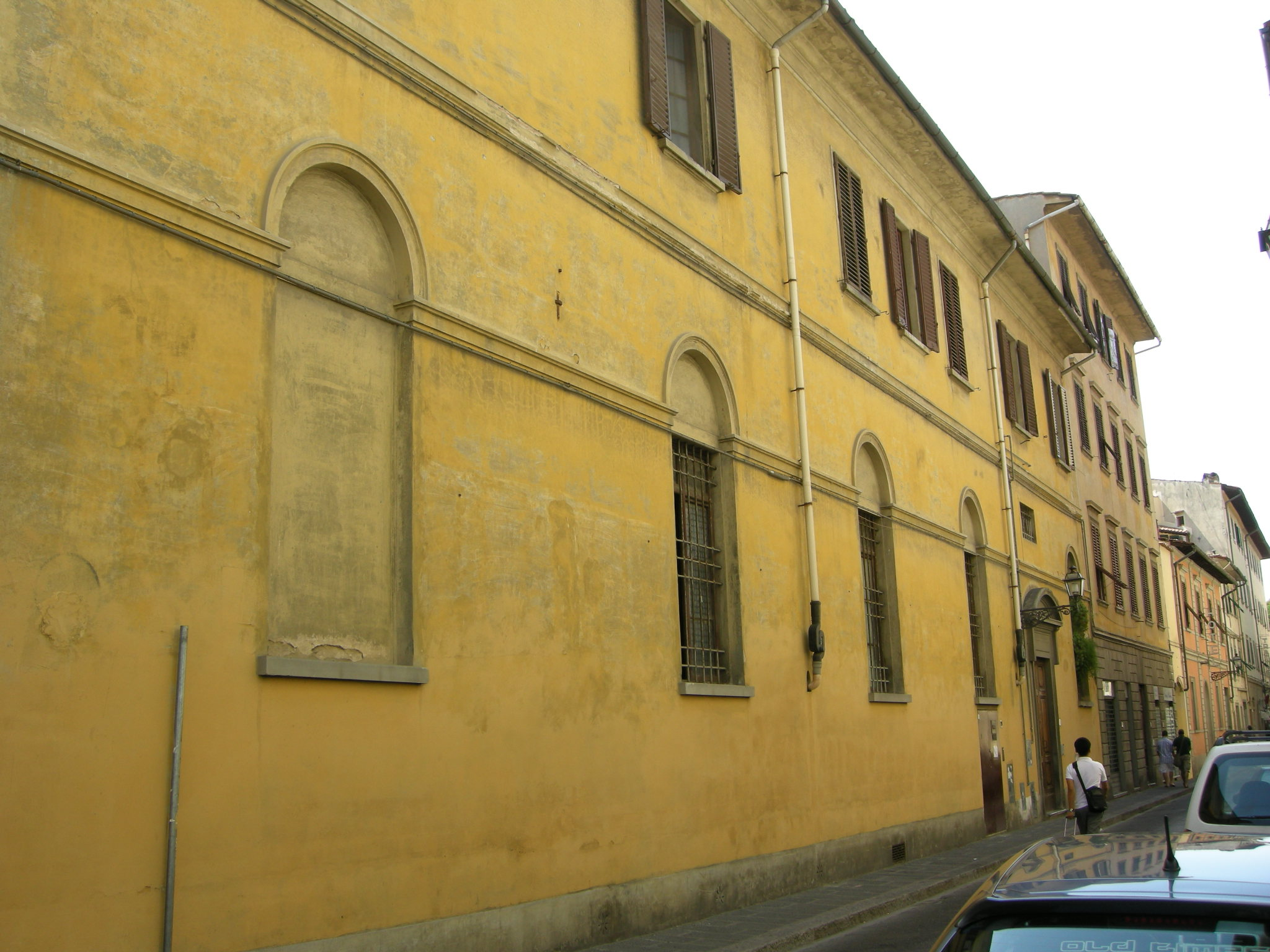
Sant'Agnese
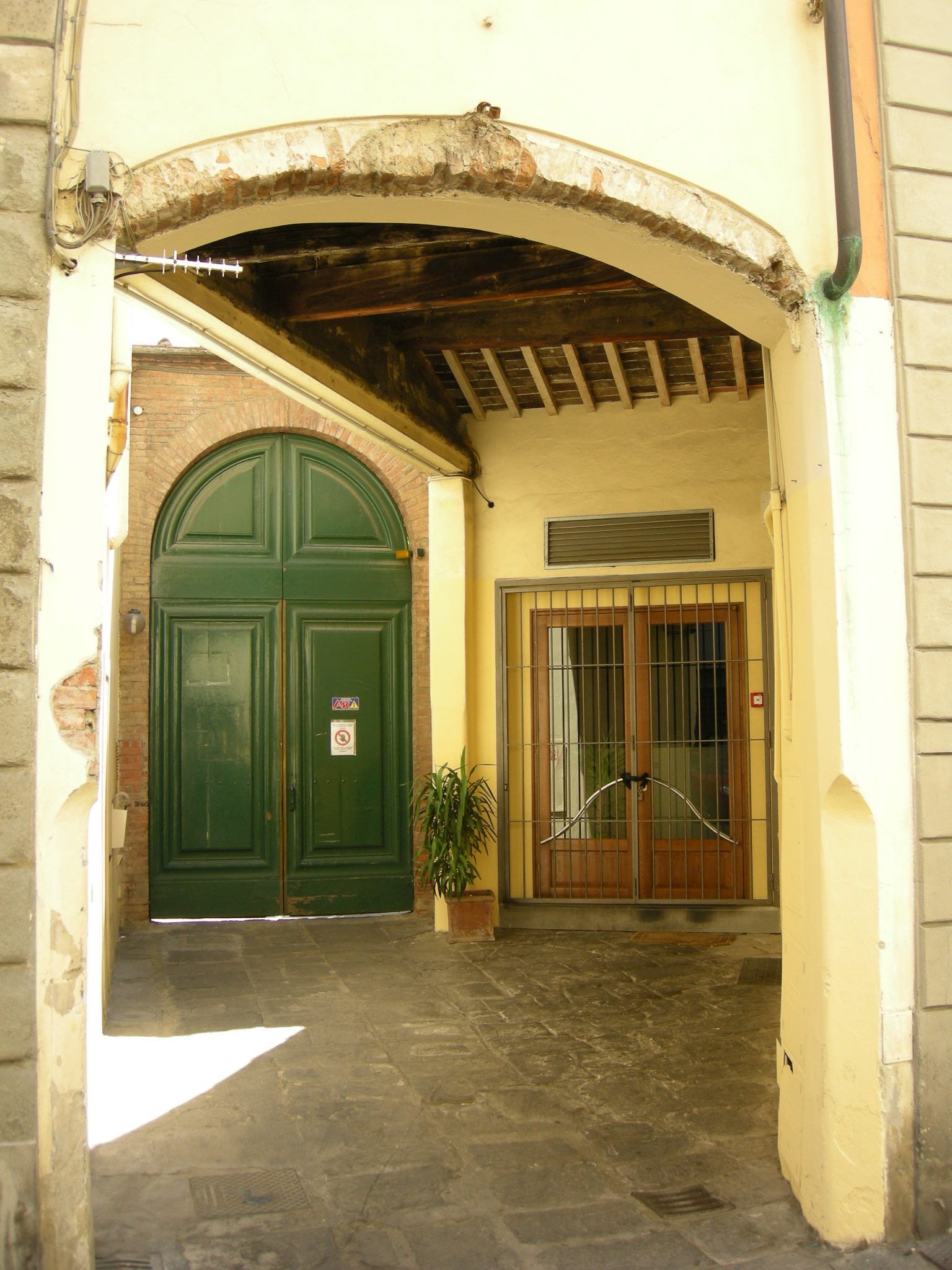
Cortiletto su via Guelfa
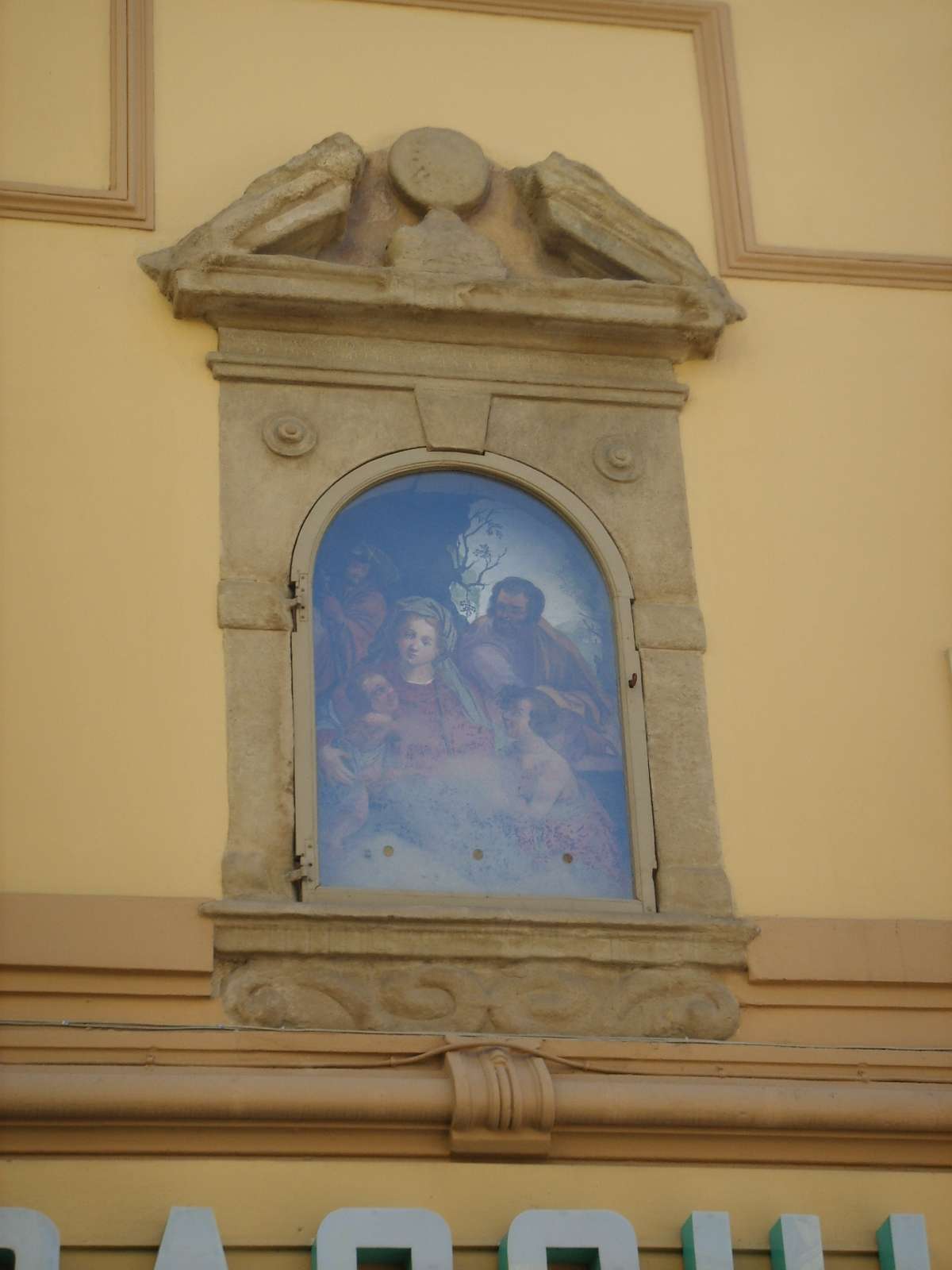
Tabernacolo di Domenico Puligo
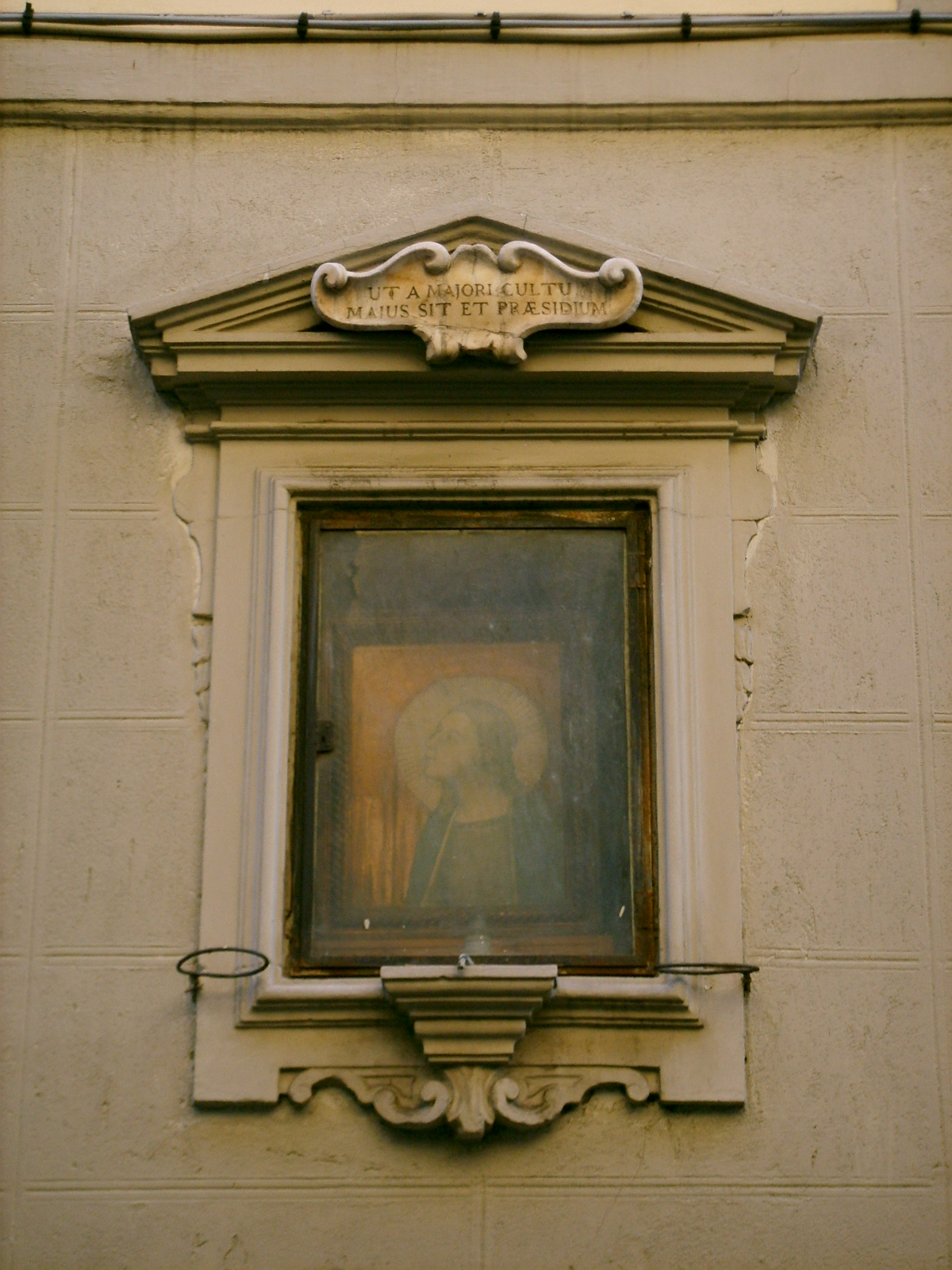
Tabernacolo dell'Annunziata